# اودکی لونه
اودکی لونه (استونیایی: Oudekki Loone؛ زادهٔ ۵ فوریهٔ ۱۹۷۹)  سیاستمدار و نماینده مجلس اهل استونی است.